# Альберт Фірлінг
Альберт Отто Фірлінг (нім. Albert Otto Vierling; 30 вересня 1887, Вайден — 9 квітня 1969, Грефельфінг) — німецький військово-повітряний діяч, генерал авіації. Кавалер Німецького хреста в сріблі.

## Біографія
Один із восьми дітей власника аптеки Йозефа Фірлінга і його дружини Терези, уродженої Айнгенкель. 31 липня 1907 року вступив в телеграфні війська. Закінчив військове училище в Мюнхені (1909). З 26 травня 1909 року — командир взводу 82-го баварського телеграфного батальйону. У вересні-жовтні 1911 року пройшов підготовку у військовій льотній школі в Деберіці. Учасник Першої світової війни, з 2 серпня 1914 року — льотчик 1-го баварського авіазагону. 17 липня 1915 року поранений, з вересня 1915 року служив в Баварському випробувальному інституті, а з 27 травня 1916 року — в баварській інженерній інспекції. З 10 липня 1918 року — начальник авіапарку 6-ї армії.
З 1 жовтня 1920 року — командир 121-ї автотранспортної роти. 31 грудня 1920 року звільнений у відставку. З 1925 року — виконавчий директор фірми «Баварські спортивні польоти», з 1 квітня 1927 року — директор комерційної льотної школи в Шляйссгаймі. 1 січня 1934 року школа була передана в люфтваффе, і через місяць Фірлінг був зарахований в ВПС. З 1 липня 1934 року — начальник льотної школи в Готі і комендант однойменної авіабази. З 1 березня 1935 року — командир 15-го авіаційного навчального батальйону, одночасно з 1 липня 1935 року — комендант авіабази Нойбіберг. З 1 березня 1937 року — начальник льотних шкіл і навчальних частин 5-го авіаційного округу, з 1 лютого 1939 року — вищий керівник бойової підготовки 7-ї авіаційної області.
8 серпня 1939 року очолив 4-й штаб авіаційної області особливого призначення, який займався забезпеченням постачання ВПС на території Польщі. З 1 січня 1940 року — начальник 12-ї авіаційної області особливого призначення, з 24 жовтня 1941 року — авіаційної області «Ростов», яка 1 квітня 1943 року була перетворена в 25-ту польову авіаційну область. 17 серпня 1944 року очолив 1-шу авіаційну область. 2 лютого 1945 року переведений в резерв ОКЛ, а 30 квітня звільнений у відставку.

## Сім'я
Одружився з Терезою Анною Бенц (1889–1984). В пари народились 2 дочки — Інгеборг Марія (1917–1998) і Габріела (16 лютого 1922 — 21 листопада 2011).

## Звання
- Фанен-юнкер (31 липня 1907)
- Фанен-юнкер-унтерофіцер (16 жовтня 1907)
- Фенріх (9 березня 1908)
- Лейтенант (25 червня 1909)
- Оберлейтенант (1 жовтня 1934)
- Гауптман (28 травня 1918)
- Майор (1 січня 1934)
- Оберстлейтенант (1 жовтня 1934)
- Оберст (1 квітня 1936)
- Генерал-майор (1 січня 1939)
- Генерал-лейтенант (1 грудня 1940)
- Генерал авіації (1 червня 1942)

## Нагороди
- Медаль принца-регента Луїтпольда
- Залізний хрест 2-го і 1-го класу
- Нагрудний знак пілота (Баварія)
- Орден «За заслуги» (Баварія) 4-го класу з мечами
- Нагрудний знак «За поранення» в сріблі
- Пам'ятний знак пілота (Пруссія)
- Почесний хрест ветерана війни з мечами
- Медаль «За вислугу років у Вермахті» 4-го, 3-го і 2-го класу (18 років)
- Комбінований Знак Пілот-Спостерігач
- Медаль «У пам'ять 1 жовтня 1938»
- Застібка до Залізного хреста 2-го і 1-го класу
- Хрест Воєнних заслуг 2-го і 1-го класу з мечами
- Німецький хрест в сріблі (26 липня 1943)
- Орден Корони короля Звоніміра 1-го класу з мечами і зіркою (Незалежна Держава Хорватія)